# Buch (Gemeinde Munderfing)
Buch ist ein Weiler der Gemeinde Munderfing in Oberösterreich (Bezirk Braunau am Inn). Die Ortschaft hat 3 Einwohner (Stand 1. Jänner 2024).

## Geographie
Buch liegt im Südwesten der Gemeinde Munderfing bzw. im Südwesten der gleichnamigen Katastralgemeinde. Vom Zentrum der Gemeinde erreicht man die Ortschaft über die nach Südwesten führende Lochener Bezirksstraße und die Ortschaft Hirschlag oder Stocker. Die Ortschaft besteht aus zwei landwirtschaftlichen Betrieben mit vier Gebäuden. Benachbarte Ortschaften sind Hirschlag im Norden, Jeging im Westen, Stocker im Süden und Rödt im Nordosten. Östlich von Buch erstreckt sich ein ausgedehntes Waldgebiet.
Für Buch wurden 2001 insgesamt vier Gebäude gezählt, wobei zwei Gebäude über einen Hauptwohnsitz verfügten und drei Wohnungen bzw. zwei Haushalte bestanden. Zudem gab es zwei land- und forstwirtschaftliche Betriebsstätten.

## Geschichte und Bevölkerung
Der Ortsname Buch, früher auch Puch, leitet sich vom Buchenwald ab. Der Weiler bestand bereits im 18. Jahrhundert aus den heute noch existierenden Bauernhöfen Hiasl (Buch 1 bzw. 4), früher auch Hiesengut, Heißengut oder Pernroitergut, und dem Hansengut (Buch 2 bzw. 3), früher auch Hanßengut, Puchergut oder Puechnergut. Im Jahr 1869 lebten in Buch 30 Menschen in sieben Häusern. Bis zum Jahr 1910 sank die Einwohnerzahl, wobei in diesem Jahr 11 Einwohner in vier Häusern gezählt wurden. Alle Einwohner der Ortschaft waren hierbei katholischen Glaubens.